# It Comes in Waves
It Comes in Waves è il nono album in studio del gruppo musicale statunitense The Acacia Strain, pubblicato nel 2019.

## Tracce
1. Our – 3:44
2. Only – 2:43
3. Sin – 3:59
4. Was – 5:45
5. Giving – 2:54
6. Them – 2:19
7. Names – 8:47

## Formazione
- Vincent Bennett – voce
- Kevin Boutot – batteria
- Devin Shidaker – chitarra, programmazione, cori
- Tom Smith Jr. – chitarra, cori
- Griffin Landa – basso